# 2002 Winter Vacation in SMTOWN.com
《2002 Winter Vacation in SMTOWN.com》은 대한민국의 연예기획사 SM 엔터테인먼트 소속의 가수들이 모여 제작한 다섯 번째 앨범이자 네 번째 겨울앨범이다. 2002년에 데뷔한 남성 블랙 비트와 신비는 여름 앨범에 이어 참여하였으며, 그 외 새로 선보인 아티스트는 이삭N지연과 추가열이다. 또한 SM타운 기획앨범 최초로 더블CD로 제작되기도 하였다.
한편 S.E.S.의 멤버였던 유진은 SM엔터테인먼트와 재계약에 관하여 이야기가 오고 가다가 결국 재계약을 하지 않고 2002년 12월 20일에 SM을 떠나게 된다.

## 참여 아티스트(SMTOWN)
- 솔로가수(문희준, 강타, 추가열, 바다, 유수영, 보아,  다나, 유영진)
- 신화(에릭, 신혜성, 이민우, 전진, 김동완, 앤디)
- 플라이 투 더 스카이(환희, 브라이언)
- 밀크(박재영, 김보미, 배유미, 서현진)
- 블랙 비트(이소민, 황상훈, 정지훈, 장진영, 심재원)
- 신비(수진, 상은, 유나)
- 이삭N지연(이삭, 지연)

## 수록곡
| #   | 제목                                            | 작사      | 작곡      | 편곡   | 재생 시간 |
| --- | ----------------------------------------------- | --------- | --------- | ------ | --------- |
| 1.  | 〈My Angel My Light〉 (SM TOWN)                 | A.WRETHOV | A.WRETHOV |        | 3:30      |
| 2.  | 〈보내는 글〉 (강타)                            | 곽상엽    | 곽상엽    |        | 4:25      |
| 3.  | 〈이번만큼은〉 (신화)                           |           |           |        | 4:10      |
| 4.  | 〈Snow in My Mind〉 (슈, 보아, 밀크, 이삭N지연) | 켄지      | 켄지      | 켄지   | 3:25      |
| 5.  | 〈Blind〉 (플라이 투 더 스카이)                 | 박창현    | 박창현    |        | 4:28      |
| 6.  | 〈My Christmas Story〉 (다나)                   | 배화영    | 고영조    | 고영조 | 3:51      |
| 7.  | 〈Silver Bell〉 (SM TOWN)                       |           |           |        | 3:35      |
| 8.  | 〈들어볼래요〉 (블랙 비트)                      | 태훈      | 황성제    | 황성제 | 4:12      |
| 9.  | 〈그 해 겨울〉 (추가열)                         |           |           |        | 4:00      |
| 10. | 〈My Angel My Light〉 (Instrumental)            | 박창현    | 박창현    | 박창현 | 3:29      |

| #   | 제목                                              | 작사   | 작곡          | 편곡           | 재생 시간 |
| --- | ------------------------------------------------- | ------ | ------------- | -------------- | --------- |
| 1.  | 〈Dear My Family〉 (SM TOWN)                      |        |               |                | 5:26      |
| 2.  | 〈그대와 영원히〉 (문희준)                        |        |               |                | 4:30      |
| 3.  | 〈주기도문〉 (바다)                               |        |               |                | 3:18      |
| 4.  | 〈Snow Baby〉 (김동완, 전진, 플라이 투 더 스카이) |        |               |                | 3:44      |
| 5.  | 〈Jewel Song〉 (보아)                             |        | 하라 카즈히로 | 하라 카즈히로  | 5:21      |
| 6.  | 〈White Mail〉 (유영진)                           | 유영진 | 김성한        | 김성한         | 4:52      |
| 7.  | 〈I Miss You〉 (슈, 에릭, 앤디, 신비)             | JAMIE  |               | 박성수, 서융근 | 3:50      |
| 8.  | 〈창밖을 보라〉 (문희준, 이민우)                  |        |               |                | 3:19      |
| 9.  | 〈Christmas Sale〉                                |        | 송광식        | 송광식         | 3:53      |
| 10. | 〈Dear My Family〉 (Instrumental)                 |        |               |                | 5:25      |

- 〈Jewel Song〉은 2002년 보아의 일본 싱글 〈JEWEL SONG/BESIDE YOU -보쿠오요부코에-〉에 일본어버전으로도 수록되었다.